# Port lotniczy Ciudad del Carmen
Port lotniczy Ciudad del Carmen (IATA: CME, ICAO: MMCE) – port lotniczy położony w Ciudad del Carmen, w stanie Campeche, w Meksyku.